# Idioma sandawe
El idioma sandavés, también conocido como sandawe, es una lengua tonal hablada en la región de Dodoma, (Tanzania) por unas 40.000 personas.

## Parentesco
El lingüista estadounidense Greenberg la clasificó en 1976 en la familia joisana por la presencia de clics en la pronunciación. Sin embargo, ese hecho no prueba el parentesco y resulta sólo una propuesta sugerente pero hipotética.
No existe una evidencia sólida de parentesco entre el sandawe y las lenguas joisanas, sin embargo, algunos morfemas usados para marcar la persona gramatical en sandawe muestran parecidos razonables con el de las lenguas kxoe (khoisán central):
| Pronombre                      | Sandawe   | Proto-khoe-kwadi                           |
| ------------------------------ | --------- | ------------------------------------------ |
| 1.ª pers. sing.                | tsi       | *ti (kwadi: tʃi)                           |
| 2.ª pers. sing.                | ha-       | *sa                                        |
| 3.ª pers. (base)               | he-       | *xa- (kwadi: ha-)                          |
| 3.ª pers. sing. masc. (sufijo) | -w(e), -m | *-V[ant] (vocal anterior) (khoe: -bV, -mV) |
| 3ª pers. sing. fem. (sufijo)   | -su       | *-V[ant] (vocal anterior) (khoe: -sV)      |
También se ha intentado relacionarlo con el idioma hadza sobre la base de la evidencia fonética en el grupo hadza/sandawe.